# Uzovské Pekľany
Uzovské Pekľany (allemand : Peklin ) est un village de Slovaquie situé dans la région de Prešov.

## Histoire
Première mention écrite du village en 1337.

## Démographie

### Évolution de la population
| Année:               | 1994. | 2004.   | 2014.   | 2024.    |
| -------------------- | ----- | ------- | ------- | -------- |
| Nombre de personnes: | 371   | 375     | 406     | 480      |
| Différence:          |       | +1,07 % | +8,26 % | +18,22 % |

| Année:               | 2023. | 2024.   |
| -------------------- | ----- | ------- |
| Nombre de personnes: | 468   | 480     |
| Différence:          |       | +2,56 % |